# Pritha parva
Espèce
Pritha parva est une espèce d'araignées aranéomorphes de la famille des Filistatidae.

## Distribution
Cette espèce se rencontre en France, en Suisse, en Italie, en Grèce et en Bulgarie.

## Description
Le mâle holotype mesure 1,98 mm, les mâles mesurent de 1,56 à 2,13 mm et les femelles de 2,22 à 2,50 mm.

## Systématique et taxinomie
Cette espèce a été décrite par Legittimo, Simeon, Di Pompeo et Kulczycki en 2017.

## Publication originale
- Legittimo, Simeon, Di Pompeo & Kulczycki, 2017 : « The Italian species of Pritha (Araneae, Filistatidae): a critical revision and description of two new species. » Zootaxa, no 4243(2), p. 201-248.